# Uroctea manii
Uroctea manii är en spindelart som beskrevs av Patel 1987. Uroctea manii ingår i släktet Uroctea och familjen Oecobiidae. Inga underarter finns listade i Catalogue of Life.